# Ethelred d'Écosse
Pour les articles homonymes, voir Ethelred.
Ethelred (mort vers 1093/1097)  Edelret mac Maíl Coluim ou Æthelred Margotsson est un fils du roi Malcolm III d'Écosse (Gaëlique: Máel Coluim III) et de sa seconde épouse Marguerite de  Wessex, le 3e né de cette dernière et sans doute le 6e fils de son père. Il porte un nom certainement donné par sa mère celui de l'arrière-grand-père de cette dernière le roi Æthelred le Malavisé. Il fut abbé laïc de Dunkeld.

## Fratrie
Bien que deux de ses frères deux plus âgés et deux plus jeunes aient été rois d'Écosse, Etheldred semble avoir été écarté de la succession au trône pour des raisons inconnues. L'aîné de ses demi-frères; Duncan II, le fils de Malcolm III et de sa première épouse Ingibiorg Finnsdottir, règne de mai 1094 au 12 novembre 1094. Ses autres frères, fils de Marguerite, Edgar règne de 1097 à 1107; Alexandre, de 1107 à 1124; et David, de 1124 à 1153. Un autre de ses frères , Edouard, est tué aux côtés de leurs père lors d'un combat à Alnwick dans le Northumberland en 1093. Son dernier frère Edmund devient moine après s'être compromis avec leur oncle Donald III.

## Abbé de Dunkeld
Comme plusieurs de ses ancêtres paternels Ethelred qui est abbé de Dunkeld, n'était pas nécessairement un homme d'église. Il a été avancé que du fait de la décadence dans l'église celtique à cette époque les charges abbatiales  « sont souvent détenues par des laïcs, qui prélèvent les revenus et chargent un homme d'église d'effectuer les offices ecclésiastiques ».

## Domaines
En même temps qu'il est nommé abbé de Dunkeld, Ethelred reçoit de vastes propriétés, qui s'étendent des deux côtés du Firth of Forth. Avec ses domaines il fait des donations importantes à l'église. Au nord du  firth, par exemple il donne les domaines d'Ardmore au Culdee de Loch Leven « avec toute liberté, et sans crainte des exigences du monde, de l'évêque, du roi ou du comte ». Au sud du firth, dans le Midlothian, il fonde l'église et la paroisse de Hales, et fait don du domaine de Hales à l'église de l'abbaye de Dunfermline.

## Comte de Fife, problématique
Dans l'historiographie ancienne Ethelred est souvent présenté comme exerçant la fonction de Mormaer de Fife, mais cette assertion est désormais contestée. La source de la confusion semble être la  « notitia » en gaëlique pour une donation au Céli Dé (Culdee) (i.e. aux moines) de Loch Leven, qui fut ensuite traduite en latin et incorporée dans les chartes du  Prieuré de Andrews. La donation qui date d'entre 1093 et1107, commence avec les mots: « Edelradus vir venerandae memoriae filius Malcolmi Regis Scotiae, Abbas de Dunkeldense et insuper Comes de Fyf » traduits par « Ethelred, homme de vénérable mémoire, fils du roi Máel Coluim d'Écosse, Abbé de Dunkeld et également  Mormaer de Fife ». Sir James Dalrymple avance que l'expression comes de fyfe se réfère mon pas au titre de comte, mais à l'endroit où les domaines sont situés, un glissement sémantique, à mettre au compte du moine travaillant sur les manuscrits.
John Bannerman présente une autre interprétation. Il note que la notitia dans le registre relève un certain nombre de témoins, parmi lesquels les frères d'Ethelred; David et Alexandre, ainsi qu'un témoin identifié comme Constantinus Comes de Fyf, (c'est-à-dire: Causantín comte de Fife). C'est donc Causantín, et non pas  Ethelred, qui est clairement désigné comme comte de Fife à cette époque. Bannerman argumente que le traducteur a été déconcerté  par l'utilisation d'un verbe gaélique unique pour une double donation, c'est-à-dire: où le verbe à deux sujets, habituel dans les chartres gaëliques. De ce fait le traducteur a omis de citer le mormaer, Causantín.

## Abthainries
L'Écosse médiévale ne comprenait seulement que trois Abthainries (en)
, domaines tenus pour le comte du roi par un abbé: Dull, dans le  Perth and Kinross, Kilmichael, et Madderty. L'historien écosais William Forbes Skene estimait que ces trois  abthainries furent à l'origine créées pour  Ethelred par son frère le roi Edgar et qu'elle revinrent à la couronne à la mort d' Ethelred.

## Mort et sépulture
William Lockhart, citant le chroniqueur Andrew Wyntoun, établit qu' Ethelred est avec sa mère, Marguerite, au château d'Édimbourg lorsqu'elle meurt peu après avoir appris la nouvelle de la mort de son époux le roi Malcolm et de son fils aîné Édouard à Alnwick. Après sa mort et la pseudo usurpation de
Donalbane le frère cadet de Malcolm qui revendique la couronne selon la loi de la tanistrie, Ethelred transporte le corps de sa mère, secrètement par une porte de l'ouest du château, profitant selon la tradition du brouillard, jusqu'à l'abbaye de Dunfermline, et selon toute probabilité c'est là qu'il meurt et est inhumé et non pas à Saint Andrews, comme d'aucun l'avancent, mais à Dunfermline, à proximité des tombes où reposaient ses père, mère et frère aîné.

## Source de la traduction
- (en) Cet article est partiellement ou en totalité issu de l’article de Wikipédia en anglais intitulé « Ethelred of Scotland » (voir la liste des auteurs).